# Флювіальний рельєф

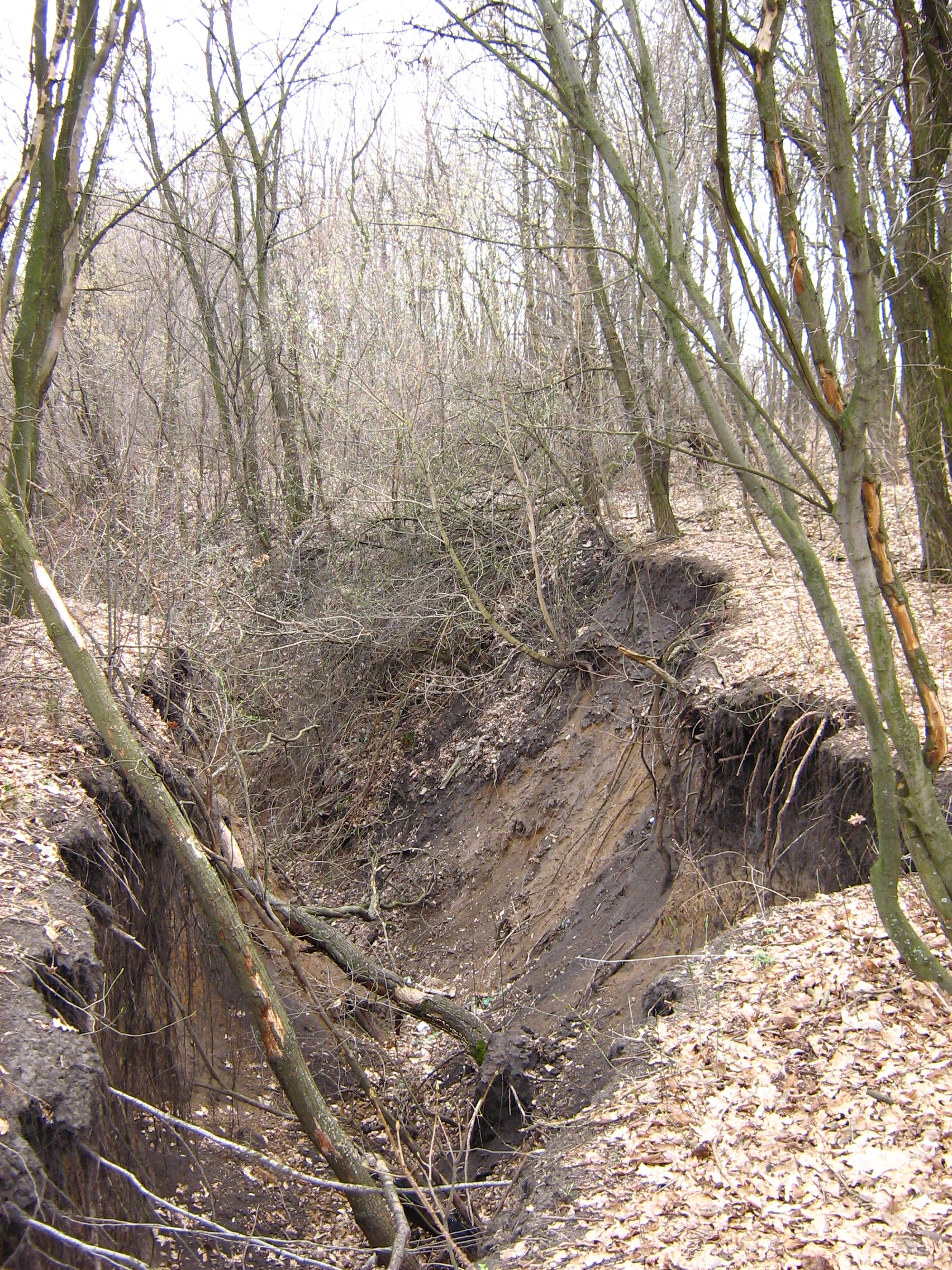
Яр (Україна, Харківська область)

Флювіальний рельєф (лат. fluvius — потік) — сукупність екзогенних форм рельєфу, створених внаслідок геологічної дії тимчасових або постійних водотоків.

## Флювіальні процеси
Сукупність геоморфологічних процесів, спричинених текучими водами отримала назву флювіальних. Інколи, поширюючи термін, до флювіальних процесів зараховують також делювіальний процес, у вузькому розумінні флювіальні процеси — це геоморфологічні процеси, що пов'язані з дією водотоків (руслових потоків) і сприяють розвитку ерозійних та акумуляційних форм рельєфу.
Водотоки виконують три види геологічної роботи: руйнування, перенесення подуктів руйнування та їх акумуляцію.
Серед основних екзогенних процесів (за В. Стецюком та І. Ковальчуком) з дією тимчасових або постійних водотоків пов'язані наступні процеси:
| Типи процесів | Типи процесів           | Відображення в рельєфі (типові елементарні форми)              |
| ------------- | ----------------------- | -------------------------------------------------------------- |
| Денудаційні   | ерозія лінійна          | борозни, промоїни, яри, ерозійні уступи                        |
| Денудаційні   | ерозія бічна            | меандри, уступи річищ                                          |
| Акумулятивні  | алювіальні              | заплави, пляжі, коси, перекати, берегові вали                  |
| Акумулятивні  | пролювіальні            | шлейфи, конуси виносу, глинисті підгірські рівнини             |
| Акумулятивні  | алювіально-пролювіальні | слабо нахилені плоскі рівнини                                  |
| Акумулятивні  | дельтові                | низовинні рівнини з віялоподібним розміщенням проток і рукавів |

## Форми рельєфу

### Створені тимчасовими водотоками
Генетичний ряд форм рельєфу, створених геологічною дією тимчасових водотоків представлений такимим формами рельєфу: ерозійна борозна, вимоїна (водорий), яр, балка.
| Форма рельєфу    | Морфометричні характеристики | Морфометричні характеристики | Морфометричні характеристики | Зображення | Зображення |
| Форма рельєфу    | Глибина                      | Ширина                       | Форма                        | Схема      | Фото       |
| ---------------- | ---------------------------- | ---------------------------- | ---------------------------- | ---------- | ---------- |
| Ерозійна борозна | 3 — 30 см                    |                              |                              |            |            |
| Вимоїна          | до 1 — 2 м                   | 2 — 2.5 м                    |                              |            |            |
| Яр               |                              |                              |                              |            |            |
| Балка            |                              |                              |                              |            |            |

### Створені постійними водотоками
- річкова долина
  - схили річкової долини
    - річкові тераси

  - заплава

Також до флювіальних форм рельєфу відноситься конус виносу.